# Tetramorium parasiticum
Tetramorium parasiticum là một loài côn trùng thuộc họ Formicidae. Đây là loài đặc hữu của Nam Phi.